# Darungan (Tanggul)
Darungan is een bestuurslaag in het regentschap Jember van de provincie Oost-Java, Indonesië. Darungan telt 12.597 inwoners (volkstelling 2010).